# YOSHII BEANS
『YOSHII BEANS』は吉井和哉のライブDVD。

## 解説
2012年12月28日に行われた「YOSHII BEANS」を収録している。ただし「朝日楼(朝日の当たる家)」と「Don't Look Back In Anger」、「ロックンロールのメソッド」は未収録。ファンクラブ限定盤。

## 収録曲
1. Romantist Taste
  - THE YELLOW MONKEY1stシングル『Romantist Taste』表題曲のセルフカバー
2. I WANT YOU I NEED YOU
3. 黄金バット
4. Next Innovation
5. リバティーン
6. FALLIN' FALLIN'
7. 夜明けのスキャット
  - THE YELLOW MONKEY時代にカバーした楽曲。
8. シュレッダー
9. MUSIC
10. VS
11. 点描のしくみ
12. HEARTS
13. バッカ
14. 星のブルース
15. アバンギャルドで行こうよ
  - THE YELLOW MONKEY2ndシングル「アバンギャルドで行こうよ」表題曲のセルフカバー
16. FINAL COUNTDOWN
17. 血潮
  - この日に初披露された。